# Iron Springs (Alberta)
Iron Springs est un hameau (hamlet) du Comté de Lethbridge, situé dans la province canadienne d'Alberta.

## Démographie
En tant que localité désignée dans le recensement de 2011, Iron Springs a une population de 93 habitants dans 24 de ses 24 logements, soit une variation de 29.2% par rapport à la population de 2006. Avec une superficie de 0,516 0 km2, le hameau possède une densité de population de 180,232 6 hab/km2 en 2011.
Concernant le recensement de 2006, Iron Springs abritait 72 habitants dans 23 de ses 23 logements. Avec une superficie de 0,516 5 km2, le hameau possédait une densité de population de 139,4 hab/km2 en 2006.